# Ensablement du Léon
L'ensablement du Léon est un phénomène météorologique qui a enseveli une partie de la côte nord du pays de Léon pendant le petit âge glaciaire. Le retrait de la mer a fait sécher le sable puis le vent l'a ramené vers l'intérieur des terres en l'accumulant sur plusieurs mètres de hauteur à certains endroits.

## Étendue géographique

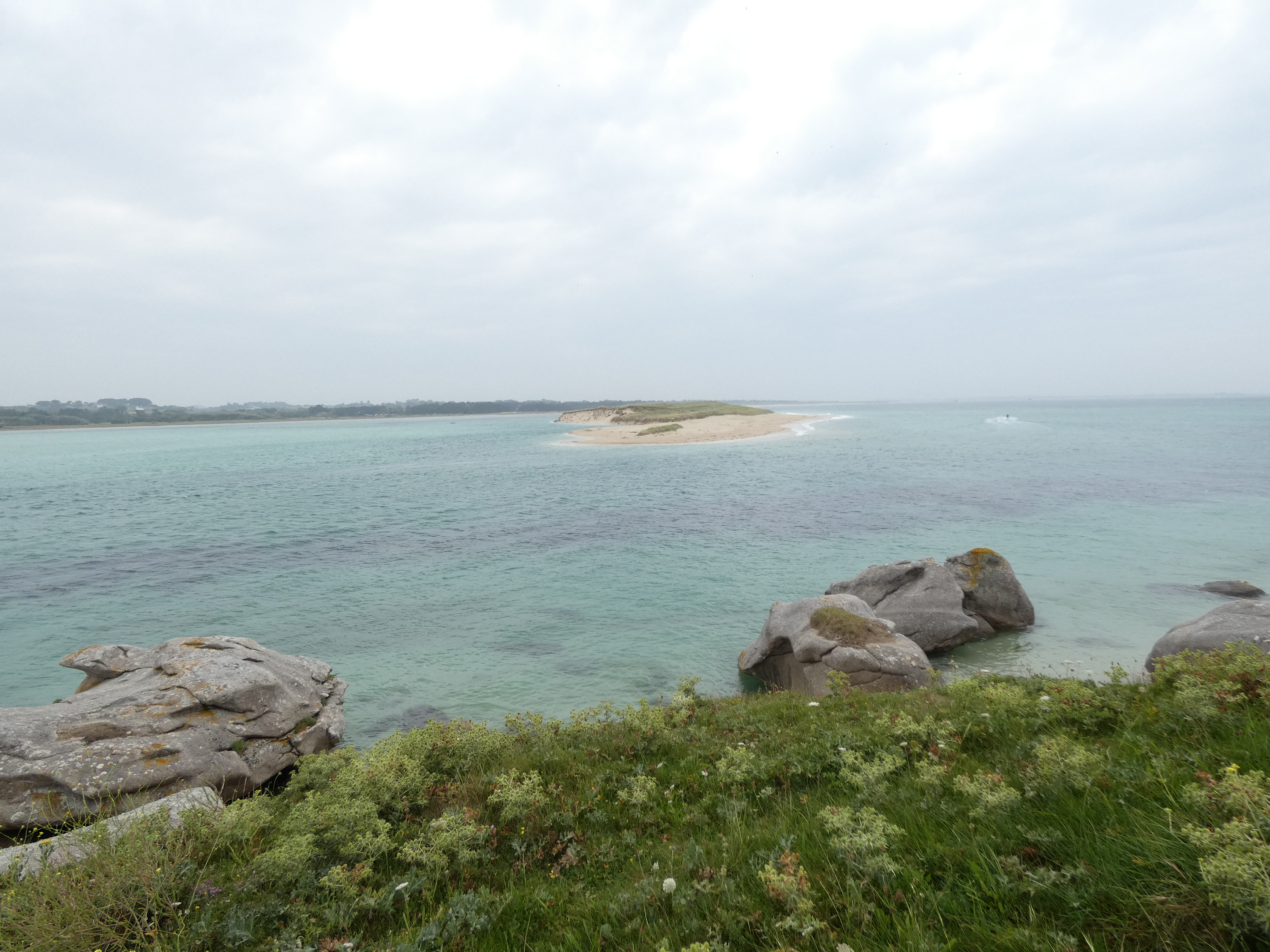
Dunes de Keremma, vues depuis Plouescat.

La côte concernée s'étend du Conquet jusqu'à Saint-Pol-de-Léon, le village le plus touché étant Tremenac'h en Plouguerneau, entièrement enseveli. D'autres monuments ont aussi été recouverts de sable : la chapelle Saint-Egarec de Lampaul-Plouarzel, la chapelle Saint-Guévroc de Tréflez et l'église Saint-Paul (aujourd'hui Sainte-Anne) de l'Île-de-Batz.
Ce phénomène est à l'origine des dunes du littoral du Léon, comme les dunes de Keremma et de Meneham à Kerlouan.

### Tremenac'h
Tremenac'h était une paroisse autonome fondée à la fin du Ier millénaire sur la côte du Pays pagan, sur l'actuelle commune de Plouguerneau à 300 mètres de la plage de la Grève Blanche, par un saint Evenog venant de Grande-Bretagne,. Ce désert de sable est nommé Landévennec sur le cadastre de 1841, du même nom que la ville de Landévennec située dans la rade de Brest.
L'ensablement de Tremenac'h a duré trois cent ans entre la fin du XVe siècle et la fin du XVIIIe siècle, avec un pic d'intensité entre 1719 et 1729. Le village peuplé à l'origine d'environ 500 habitants a été déserté avant de disparaître complètement sous 3 mètres de sable. Autour de 1970, un amateur cherchant la ville engloutie de Tolente tombe sur les vestiges de Tremenac'h. On retrouve une église en forme de cercueil, des fresques dont la plus ancienne est datée du XIIIe siècle, un ossuaire, une nécropole comportant plusieurs tombes gravées, une ruelle pavée, un presbytère et de nombreux artéfacts. Des pierres tombales en granit appartenant à des chevaliers anonymes présentent des épées et gantelets, ainsi que des blasons évoquant ceux des familles Du Chastel, Coëtivy ou Parscau.
Le site de Landevenac'h au cap Lizard en Cornouailles, sur la côte anglaise, a été ensevelie à la même époque.

### Chapelle Saint-Egarec de Lampaul-Plouarzel

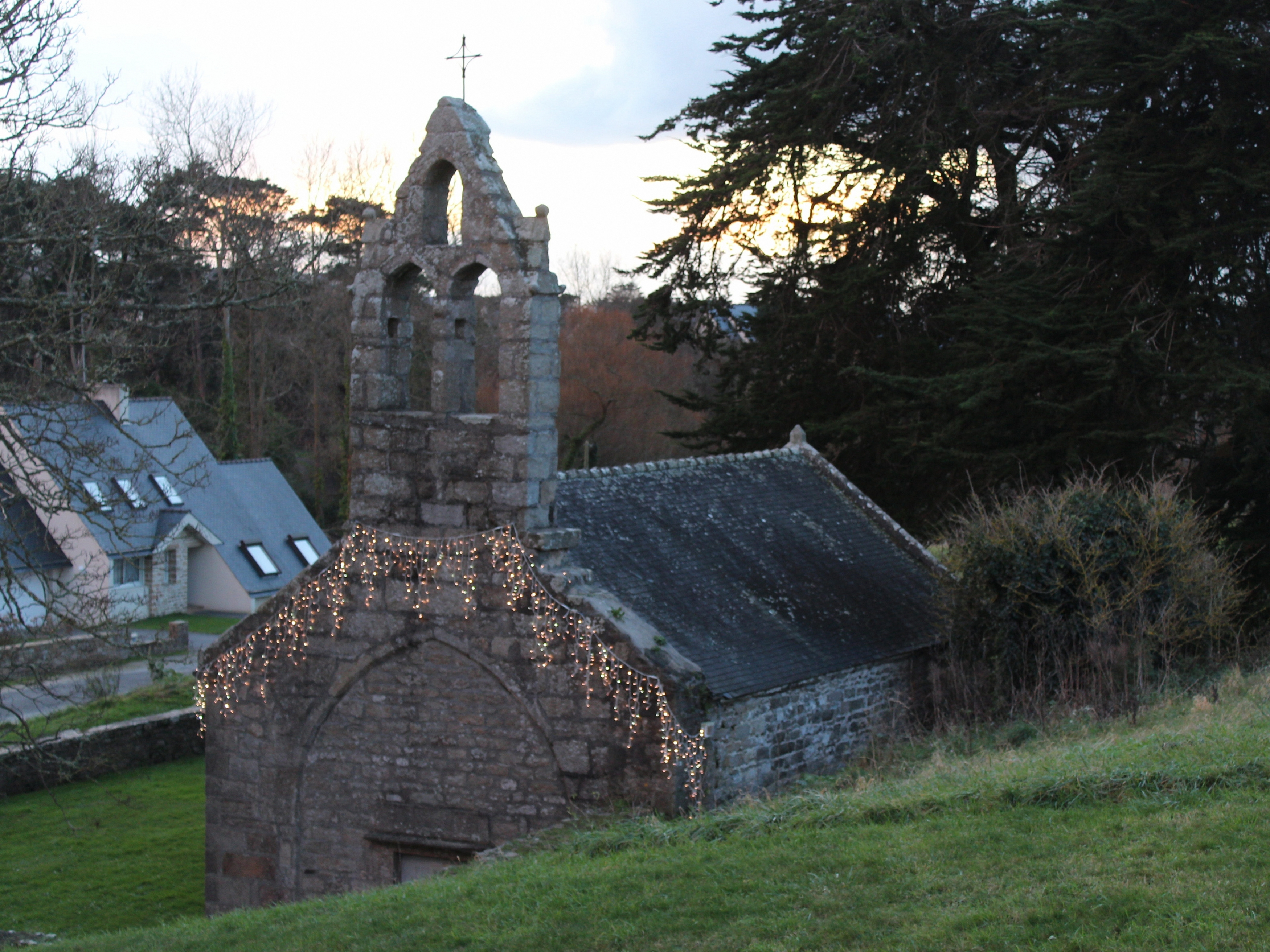
Chapelle Saint-Egarec contre sa dune.

La chapelle Saint-Egarec à Lampaul-Plouarzel a été complètement ensevelie, hors le clocher qui dépassait du sable, avant d'être dégagée puis restaurée en 1838,.

## Légende
Selon une légende léonarde, un village aurait essayé de faire baptiser un chat par un curé aveugle en l'habillant avec des vêtements de bébé. Le curé s'apercevant de la supercherie aurait maudit les habitants, leur disant que le village allait être enseveli par une tempête de sable.